# Comuni della Murcia

Murcia in Spagna

I comuni della Murcia sono pari a 45.

## Lista
| Comune                    | Popolazione (2015) |
| ------------------------- | ------------------ |
| Abanilla                  | 6 347              |
| Abarán                    | 13 179             |
| Águilas                   | 34 772             |
| Albudeite                 | 1 374              |
| Alcantarilla              | 41 021             |
| Aledo                     | 984                |
| Alguazas                  | 9 544              |
| Alhama de Murcia          | 21 351             |
| Archena                   | 18 559             |
| Beniel                    | 11 096             |
| Blanca                    | 6 521              |
| Bullas                    | 11 753             |
| Calasparra                | 10 423             |
| Campos del Río            | 2 083              |
| Caravaca de la Cruz       | 25 851             |
| Cartagena                 | 216 301            |
| Cehegín                   | 15 794             |
| Ceutí                     | 11 227             |
| Cieza                     | 35 115             |
| Fortuna                   | 9 814              |
| Fuente Álamo de Murcia    | 16 284             |
| Jumilla                   | 25 484             |
| La Unión                  | 19 572             |
| Las Torres de Cotillas    | 21 399             |
| Librilla                  | 5 016              |
| Lorca                     | 91 714             |
| Lorquí                    | 7 020              |
| Los Alcázares             | 15 605             |
| Mazarrón                  | 32 150             |
| Molina de Segura          | 69 331             |
| Moratalla                 | 8 189              |
| Mula                      | 16 805             |
| Murcia                    | 439 889            |
| Ojós                      | 504                |
| Pliego                    | 3 973              |
| Puerto Lumbreras          | 14 694             |
| Ricote                    | 1 369              |
| San Javier                | 31 915             |
| San Pedro del Pinatar     | 24 339             |
| Santomera                 | 16 012             |
| Torre-Pacheco             | 34 469             |
| Totana                    | 30 916             |
| Ulea                      | 906                |
| Villanueva del Río Segura | 2 524              |
| Yecla                     | 34 100             |